# Antoine-Jean Amelot de Chaillou
Antoine-Jean Amelot de Chaillou (ur. 19 listopada 1732, zm. 20 kwietnia 1795) – francuski polityk.
Jego ojcem był polityk Jean-Jacques Amelot de Chaillou, a matką Marie Anne de Vougny.
Antoine został maître des requêtes w roku 1753, następnie intendentem Burgundii (1764), w 1774 intendentem finansów (intendant of finances).
W latach 1776–1783 Sekretarz Stanu Domu Królewskiego.
Poślubił Françoise Marie Legendre i miał z nią dwie córki: Marie Catherine (ur. 1762) i Jeanne Marie (ur. 1764).
Członek Académie des inscriptions et belles-lettres od 1777.